# 's-Gravenzande
's-Gravenzande és la ciutat més gran del municipi de Westland, a la província d'Holanda del Sud, a l'oest dels Països Baixos. 's-Gravenzande va ser un municipi a part fins a la reestructuració de municipis neerlandesos de l'any 2004. L'1 de gener de 2021 tenia 22.425 habitants.
's-Gravenzande és l'única part del municipi de Westland que ha estat una ciutat en algun moment de la seva història. El 1246 li van ser concedits els drets de ciutat per Guillem II d'Holanda, que s'hi estava sovint, com el seu pare, Florenci IV d'Holanda.